# Nude
Nude es el octavo álbum en estudio del grupo de rock progresivo Camel, editado en 1981. El título en inglés significa desnudo.

## Creación
En septiembre de 1980 Camel entró por vez primera en los Abbey Road Studios para grabar un disco, nuevamente conceptual, en el que la mayoría de la música fue compuesta por Andy Latimer. Se basa en la historia real de un soldado japonés, Hiroo Onoda, que fue encontrado en una isla muchos años después de que la Segunda Guerra Mundial haya terminado, sin darse cuenta de ello.
Este disco fue la última grabación en estudio del batería original Andy Ward, quien dejaría el grupo meses después debido a problemas de salud.
Duncan Mackay (Alan Parsons Project, 10cc, Steve Harley & Cockney Rebel)  proporcionó la mayoría de los teclados en lugar de Kit Watkins y Jan Schelhaas, quienes estaban involucrados en otros proyectos, pero que regresaron para la gira. Este fue el primer álbum en que aparecen letras de Susan Hoover, futura esposa de Andy Latimer. El disco entró en las listas inglesas de los álbumes más vendidos el 31 de enero y se mantuvo durante siete semanas, alcanzando el puesto 34.
El 24 de noviembre de 2023  una nueva edición del álbum fue remasterizado por Ben Wiseman y con nuevas mezclas a cargo de Stephen W. Tayler para Universal Music.

## Gira
Durante el verano de 1980, unos meses antes de entrar en Abbey Road Studios, Camel estuvo realizando en Holanda algunos conciertos bajo la denominación de Desert Song tocando los temas del futuro nuevo disco.
La gira de presentación del disco comienza en 30 de enero de 1981 en Estocolmo, Suecia, y finaliza el 2 de abril en el Teatro Hammersmith Odeon de Londres, siendo este el último concierto del baterista Andy Ward con Camel.

## Intérpretes
- Andrew Latimer - Guitarra, voces, flauta, koto, teclados
- Andy Ward - Batería, percusión
- Colin Bass - Bajo, voces
- Mel Collins - Flauta, saxofón
- Duncan Mackay - Teclados
- Jan Schelhaas - Piano
- Chris Green - Chelo
- Gasper Lawal - percusión
- Herbie Flowers - Tuba

## Temas
1. City Life - 4:42
2. Nude (Instrumental) - 0:24
3. Drafted - 4:20
4. Docks (Instrumental) - 3:52
5. Beached (Instrumental) - 3:35
6. Landscapes (Instrumental) - 2:41
7. Changing Places (Instrumental) - 4:12
8. Pomp and Circumstance (Instrumental) - 2:06
9. Please Come Home - 1:13
10. Reflections (Instrumental) - 2:40
11. Captured (Instrumental) - 3:14
12. The Homecoming (Instrumental) - 2:50
13. Lies - 5:01
14. The Last Farewell:
  1. The Birthday Cake (Instrumental) - 0:32
  2. Nude's Return (Instrumental) - 3:42

2009 Expanded & Remastered Edition
Bonus tracks recorded at Hammersmith Odeon on 22nd February 1981 for BBC Radio One "in Concert". Excerpts from "Nude" medley:
1. City Life
2. Nude/Drafted
3. Docks
4. Beached
5. Landscapes
6. Changing places
7. Reflections
8. Captured
9. The Last Farewell
  1. The Birthday Cake
  2. Nude's Return

- Datos: Q1765301